# Ортис де Домингес, Хосефа
Мария Хосефа Крессенсия Ортис Тельес-Хирон (исп. María Josefa Crescencia Ortiz Téllez–Girón), более известная как Донья Хосефа Ортис де Домингес (исп. Doña Josefa Ortiz de Domínguez) или Ла Коррехидора (исп. La Corregidora; 8 сентября 1768 — 2 марта 1829), — инсургент и участница Мексиканской войны за независимость от Испании, шедшей в начале XIX века. Она была замужем за Мигелем Домингесом, коррехидором города Керетаро, от должности супруга и произошло её прозвище.
Ортис де Домингес ежегодно упоминается среди других героев войны за независимость в церемонии с участием президента Мексики «Крик Долорес».

## Ранние годы

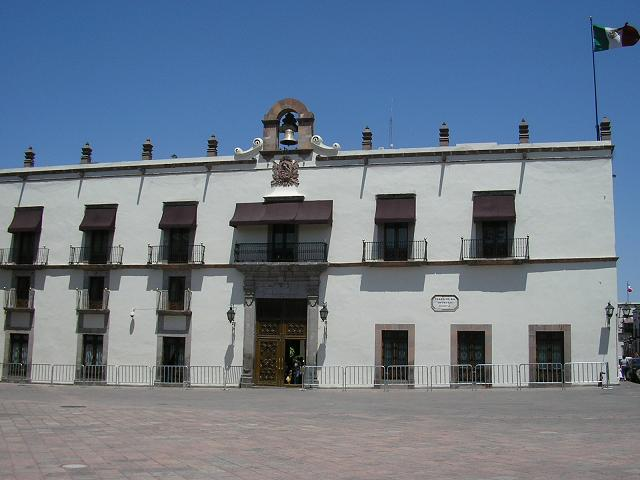
Дом Коррехидоры (Casa de la Corregidora), в котором Ортис де Домингес принимала заговорщиков

Хосефа Ортис де Домингес родилась в семье дона Хуана Хосе Ортиса, капитан полка «Лос-Вердес», и его супруги доньи Мануэлы Хирон в городе Вальядолид (нынешняя Морелия, штат Мичоакан). Её крёстной матерью была донья Ана Мария де Анайя. Отец Ортис был убит в бою, когда Хосефа была ещё младенцем, а вскоре скончалась и её мать. Мария Сотера Ортис, сестра Хосефы, позаботилась о её воспитании и в 1789 году сумела определить её в престижную коллегию Лас-Вискайнас. 24 января 1791 года в Мехико Хосефа вышла замуж за Мигеля Домингеса, частого посетителя этой коллегии.
В 1802 году Мигель Домингес был назначен вице-королём Новой Испании на должность коррехидора (магистрата) в городе Керетаро. В это время Ортис де Домингес занималась ведением домашнего хозяйства и воспитанием их 14 детей. Она сочувствовала индейцам, метисам и сообществу криольо, подвергавшимся угнетению со стороны испанских колониальных властей. Американские индейцы подвергались наибольшей дискриминации, а метисы и креолы зачастую чувствовали себя гражданами второго сорта, так как им отводилась второстепенная роль в управлении колонией. Это вызывало недовольство многих криолло, которые начали организовывать тайные и литературные общества, где обсуждались запрещённые местной католической церковью произведения авторов эпохи Просвещения. Сама Ортис де Домингес присутствовала на подобных собраниях и в конце концов сумела убедить своего мужа организовывать политических встречи в их доме. Их посещали известные интеллектуалы, в том числе Мигель Идальго-и-Костилья и Игнасио Альенде, которые быстро обратились к обсуждению революционных вопросов.

## Война за независимость
Свержение короля Испании Фердинанда VII в ходе Пиренейских войн в Испании внезапно увеличило шансы на независимость для испанских колоний в Америке. Дом Ортис де Домингес тогда стал местом, где осуществлялась большая часть работы по планированию действий повстанцев, боровшихся за независимость Мексики, включая сбор оружия и припасов и их хранение в разных домах. Начало восстания было намечено на 8 декабря 1810 года. Однако 13 сентября заговорщиков выдал сторонник, сообщивший испанским колониальным властям о деятельности повстанцев в Керетаро. Колониальные власти, не зная о роли жены Домингеса, попросили того провести обыск в городе, чтобы задержать лидеров повстанцев. Он заточил свою жену Ортис де Домингес в её комнате, чтобы она не могла сообщить об этом своим соратникам по заговору.
У повстанцев было много сторонников, и Ортис де Домингес в итоге удалось передать предупреждение через мэра города дона Хуана Игнасио Переса. Эта новость позволила лидерам заговора покинуть город и побудила Мигеля Идальго-и-Костилью объявить войну испанским колониальным властям раньше, чем планировалось. Он произнёс речь перед своими последователями, известную как «Крик Долорес» (исп. Grito de Dolores), ранним утром 16 сентября 1810 года, что ознаменовало собой начало Мексиканской войны за независимость.
В конце концов, роль Ортис де Домингес и её мужа в заговоре была раскрыта. Их заключили под стражу отдельно друг от друга. Её отправили в монастырь Санта-Клара в Керетаро, а затем в Мехико, чтобы там она предстала перед судом. Несмотря на старания мужа в роли её адвоката, она была признана виновной и была заточена в монастыре Санта-Тереса. Из-за её бунтарского характера Ортис де Домингес вскоре перевели в монастырь Санта-Каталина-де-Сена. Ортис де Домингес была освобождена в 1817 году, принеся клятву, что воздержится от поддержки восстания.

## После обретения независимости

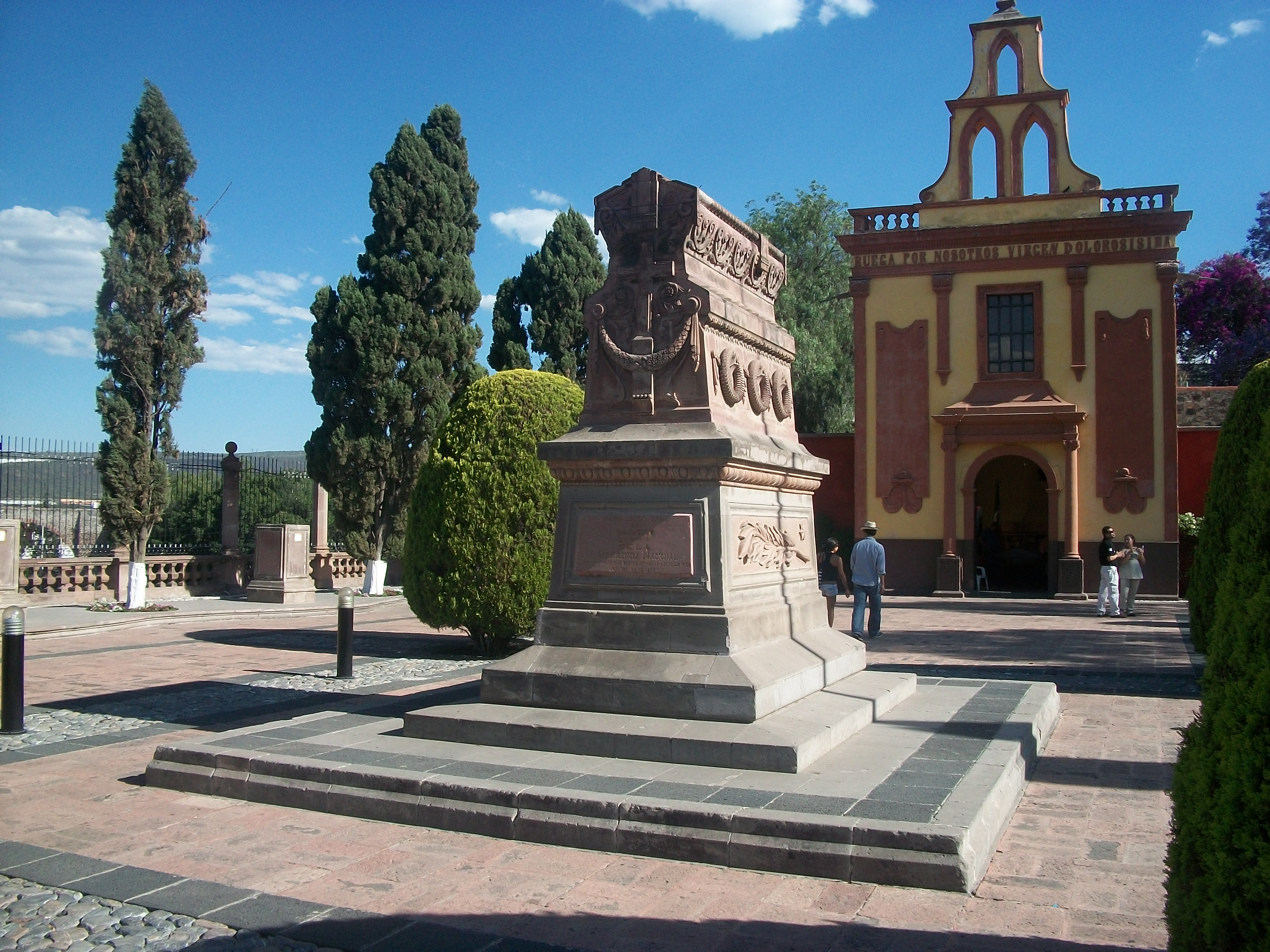
Могилы Хосефы и её мужа

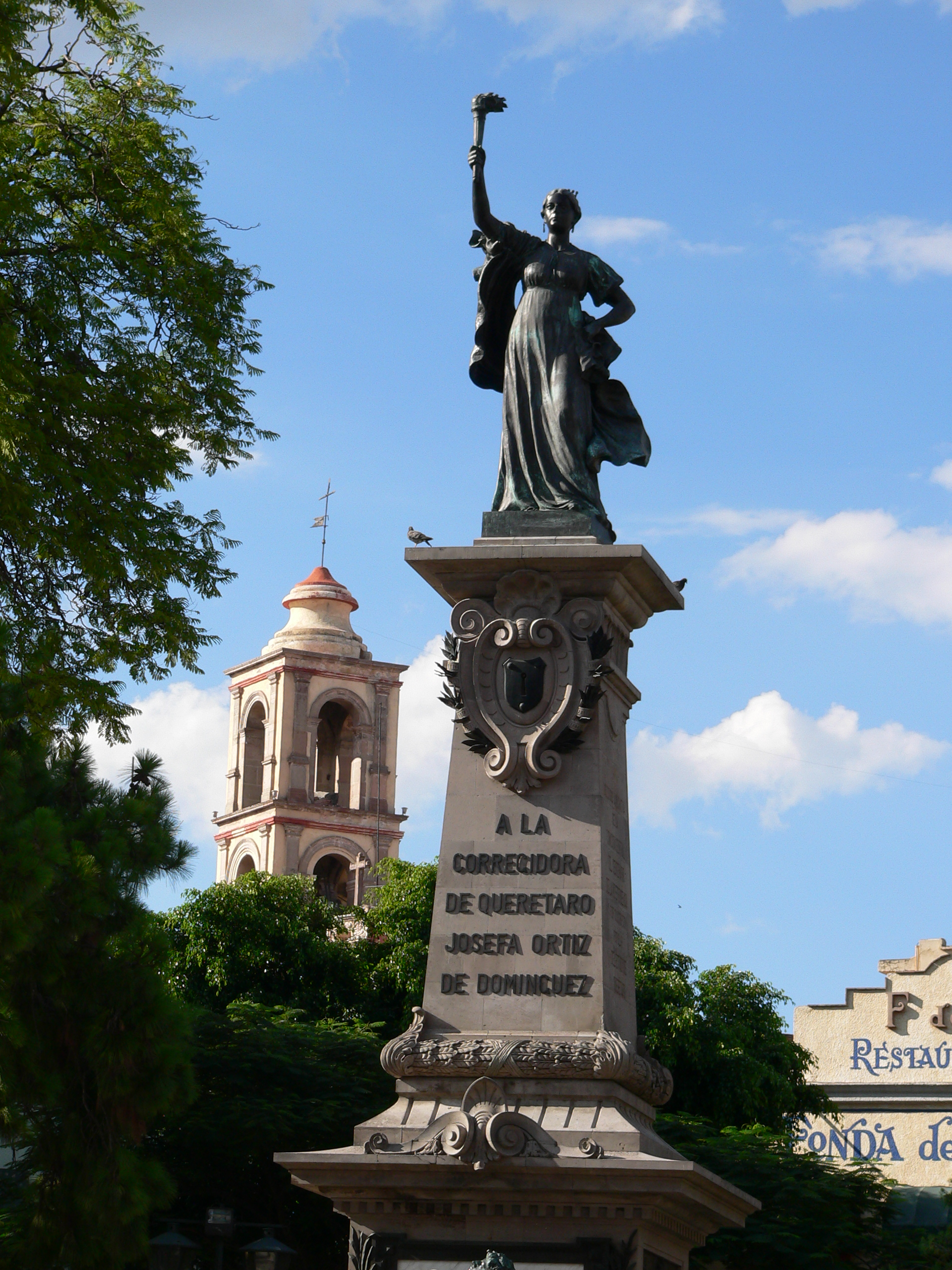
Статуя Коррехидоры Хосефы Ортис де Домингес в Сантьяго-де-Керетаро (муниципалитет Керетаро, штат Керетаро, Мексика)

После окончания войны за независимость в 1822 году мексиканский император Агустин де Итурбиде предложил Ортис де Домингес роль фрейлины при его супруге Ане Марии де Уарте-и-Муньис. Однако она считала, что создание Мексиканской империи вместо республики противоречило её идеалам, за которые она боролась в революционный период, и отказалась от этого предложения. В 1823 году императрица наградила Ортис де Домингес статусом «женщины чести», но та это также осудила.
В последние годы своей жизни Ортис де Домингес была связана с несколькими радикальными политическими группами. Она неизменно отказывалась от какой-либо награды за своё участие в движении за независимость, утверждая, что она лишь выполняла свой патриотический долг.
Ортис де Домингес умерла в 1829 году в Мехико. Первоначально она была захоронена в монастыре Санта-Каталина-де-Сена, но позднее её останки были перенесены в Керетаро, власти которого объявили её «Benemérita del Estado».
В 1910 году Ортис де Домингес и Леона Викарио стали первыми женщинами, изображёнными на мексиканских марках, и вторыми — на марках в Латинской Америке в целом. Её профиль также был изображён на 5 сентаво, имевших хождение с 1942 по 1976 год, а также на мексиканской монете в 5 долларов, окружённой словами «BICENTARIO DE LA INDEPENDENCIA», что переводится как «двухсотлетие независимости».  Её имя высечено золотыми буквами (бронзой с позолотой) на Стене почёта в зале заседаний Палаты депутатов мексиканского Конгресса.